# Peltodytes speratus
Peltodytes speratus is een keversoort uit de familie watertreders (Haliplidae). De wetenschappelijke naam van de soort is voor het eerst geldig gepubliceerd in 1906 door Régimbart.